# جشنواره بین‌المللی فیلم مسکو
جشنواره بین‌المللی فیلم مسکو (به روسی: Моско́вский междунаро́дный кинофестива́ль) یک جشنوارهٔ بین‌المللی فیلم است که نخستین دوره آن در سال ۱۹۳۵ به دستور استالین رهبر شوروی با حضور سرگئی آیزنشتاین به عنوان رئیس هیئت داوران به عنوان رقیبی برای جشنواره فیلم ونیز برگزار شد و در حال حاضر از سال ۱۹۵۹ هر ساله به صورت منظم در شهر مسکو در پایان ماه ژوئیه برگزار می‌شود. این جشنواره یکی از معتبرترین و قدیمی‌ترین جشنواره‌های بین‌المللی فیلم در سراسر جهان است و پس از ونیز به عنوان قدیمی ترین جشنواره فیلم جهان شناخته میشود.
همچنین جشنواره ی فیلم موسکو مورد تایید فدراسیون جهانی تهیه کنندگان فیلم (FIAPF) می‌باشد و در کنار جشنواره های سطح اول سینمای جهان همچون کن، لوکارنو، برلین و ونیز قرار میگیرد.

چهره های شاخص
جشنواره بین المللی فیلم مسکو، طی سالیان گذشته میزبان چهره های ویژه سینمای جهان از جمله فدریکو فلینی، آکیرا کوروساوا، کریستوف کیشلوفسکی، سوفیا لورن،‌ الیزابت تیلور، رابرت دنیرو، اصغر فرهادی، برد پیت، کوئنتین تارانتینو، تیم برتون، شان پن، جک نیکلسون بوده است.

## جوایز
جوایز جشنواره بین‌المللی فیلم مسکو عبارتند از:
- جایزه بهترین فیلم
- جایزه ویژه هیئت داوران
- بهترین کارگردان
- بهترین بازیگر مرد
- بهترین بازیگر زن
- بهترین فیلم کوتاه
- جایزه فیپرشی
- جایزه استانیسلاوسکی

هیئت داوران بخش رقابتی چشم‌انداز جایزه بهترین فیلم را به کارگردان برگزیده اهدا می‌کنند.
کمیته برگزاری جشنواره بین‌المللی فیلم مسکو جایزه ویژه یک عمر فعالیت سینمایی را اهدا می‌کنند. این کمیته همچنین جایزه ویژه استانیسلاوسکی را به پاس وفاداری به متد مدرسه بازیگری استانیسلاوسکی به برگزیدهٔ خود اهدا می‌کنند.
جوایز دیگری به شرح زیر به برندگان تعلق می‌گیرد:
- جایزه فیپرشی (انجمن جهانی منتقدین) به بهترین فیلم بخش مسابقه
- جایزه منتقدان سینمای روسیه به بهترین فیلم بخش مسابقه و بهترین فیلم بخش چشم‌انداز
- جایزه ویژه تماشاگران به بهترین فیلم
- جایزه فدراسیون باشگاه‌های فیلم روسیه به بهترین فیلم بخش مسابقه